# El Dorado (1988)
El Dorado is een Spaans-Frans-Italiaanse dramafilm uit 1988 onder regie van Carlos Saura.

## Verhaal
In de 14e eeuw willen de Spanjaarden het legendarische koninkrijk El Dorado vinden. Een expeditie onder leiding van Pedro de Ursúa en Lope de Aguirre trekt door de oerwouden van Zuid-Amerika. Onderweg moeten ze veel ontberingen doorstaan.

## Rolverdeling
| Acteur           | Personage      |
| ---------------- | -------------- |
| Omero Antonutti  | Aguirre        |
| Lambert Wilson   | Ursúa          |
| Eusebio Poncela  | Guzmán         |
| Gabriela Roel    | Inés           |
| Inés Sastre      | Elvira         |
| José Sancho      | La Bandera     |
| Patxi Bisquert   | Pedrarías      |
| Francisco Algora | Llamoso        |
| Féodor Atkine    | Montoya        |
| Abel Vitón       | Henao          |
| Francisco Merino | Alonso Esteban |
| Mariano González | Zalduendo      |
| Gladys Catania   | Juana          |
| Alfredo Catania  | Vargas         |
| Gustavo Rojas    | Carrión        |